# Orlik (Buriacja)
Orlik (ros. Орлик) – wieś w Rosji, w Buriacji, ośrodek administracyjny rejonu okińskiego. W 2010 liczyła 2555 mieszkańców.